# Lionel Hill

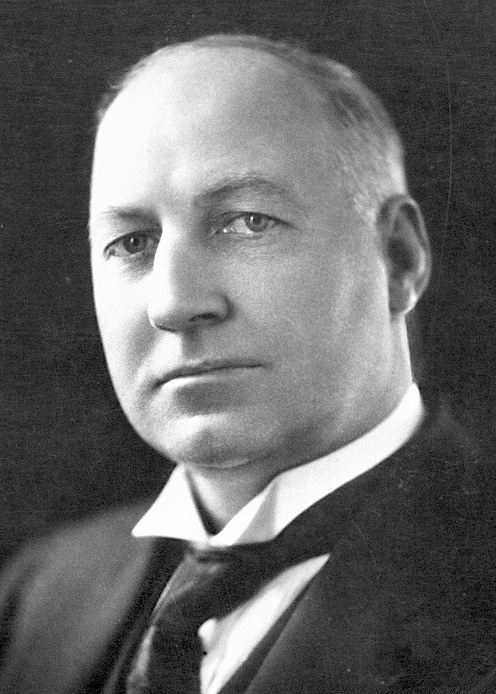
Lionel Hill (1936)

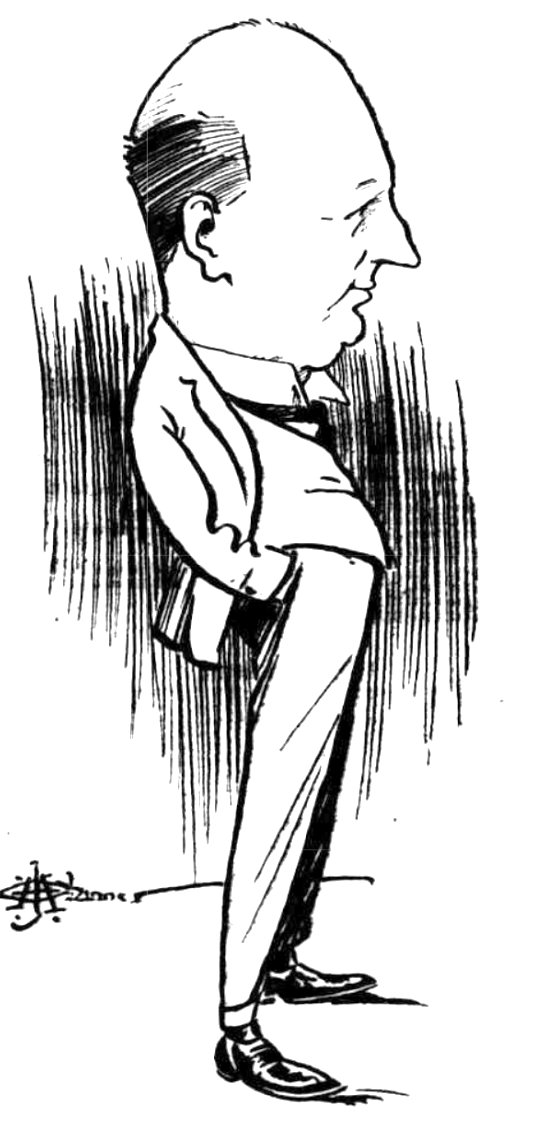
Lionel Hill (Karikatur von John Henry Chinner, „Adelaide Saturday Journal“, um 1925).

Hon. Lionel Laughton Hill (* 14. Mai 1881 in Adelaide, South Australia; † 19. März 1963 in Norwood, South Australia) war ein Politiker der Australian Labor Party (ALP), der unter anderem von 1915 bis 1933 mit einer kurzen Unterbrechung Mitglied des South Australian House of Assembly war, zahlreiche Ministerämter bekleidete sowie zwischen 1926 und 1927 und erneut von 1930 bis 1933 Premierminister von South Australia war.

## Leben
Lionel Laughton Hill wuchs auf einer Farm in Maitland auf und war als junger Mann in den Werkstätten der Adelaide Railway beschäftigt war, wo er sich in der Gewerkschaft für den öffentlichen Personenverkehr Australian Tramway and Motor Omnibus Employees’ Association engagierte. Am 27. März 1915 wurde er im neu geschaffenen Wahlkreis East Torrens für die Australian Labor Party erstmals zum Mitglied der South Australian House of Assembly gewählt, des Unterhauses des Parlaments von South Australia, und vertrat diesen bis zu seinem Mandatsverzicht am 21. März 1917, woraufhin dieser Wahlkreis von Walter Hamilton von der Liberal and Country League übernommen wurde. Bei der Wahl am 6. April 1918 wurde er für die Labor Party im Wahlkreis Port Pirie wieder zum Mitglied der Legislativversammlung gewählt und konnte sich gegen den bisherigen Wahlkreisinhaber William Cole durchsetzen. Er vertrat diesen Wahlkreis bis zu seinem Mandatsverzicht am 8. März 1933, woraufhin dieser von Andrew Lacey für die Labor Pary übernommen wurde. In der Regierung von Premier John Gunn übernahm er zwischen dem 16. April 1924 und dem 28. August 1926 das Amt als Minister für öffentliche Arbeiten (Commissioner of Public Works).
Nach dem Rücktritt von John Gunn wurde Hill dessen Nachfolger als Vorsitzender der Labor Party und bildete zugleich am 28. August 1926 als Premierminister von South Australia seine erste Regierung. In seiner Regierung übernahm er außerdem vom 28. August 1926 bis zum 8. April 1927 die Ämter als Schatzminister (Treasurer) und als Bildungsminister (Minister of Education). Bei den Wahlen vom 26. März 1927 ging die Liberal Federation mit 23 der 46 Sitze im House of Assembly als stärkste Fraktion hervor, während Hills Labor Party elf ihrer 27 Sitze verlor und somit nur noch 16 Abgeordnete stellt. Im Anschluss bildete Richard Layton Butler von den Liberalen am 8. April 1927 als Premier seine erste Regierung und Hill übernahm von 1927 bis 1930 die Funktion als Oppositionsführer in der Legislativversammlung. Am 14. Juli 1927 wurde ihm der Höflichkeitstitel The Honourable verliehen.

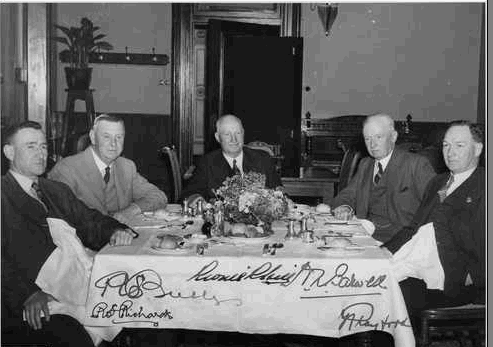
Die ehemaligen Premiers von South Australia Robert Richards, Sir Richard Layton Butler, Lionel Hill, Sir Henry Barwell und Amtsinhaber Sir Thomas Playford IV bei einem Treffen (1940).

Eine Kombination aus organisierter Opposition und der Beginn der Weltwirtschaftskrise führte zur Niederlage der liberalen Regierung von Butler bei den Wahlen am 5. April 1930 als die Liberal Federation zehn ihrer 23 Sitze verlor, während die Labor Party 14 Sitze hinzugewann und mit 30 der 46 Sitze in der Legislativversammlung über eine deutliche absolute Mehrheit verfügte. Daraufhin bildete Lionel Hill am 17. April 1930 als Premier seine zweite Regierung, während Butler wiederum Oppositionsführer wurde. In seiner Regierung war Hill zwischen dem 17. April 1930 und dem 13. Februar 1933 abermals Schatzminister und Bildungsminister. Er hatte jedoch eine äußerst schwierige Situation geerbt – enorme Staatsschulden, negatives Wirtschaftswachstum, hohe Arbeitslosigkeit und Arbeitskonflikte. Gegen den Willen vieler seiner Labour-Kollegen entschied sich Hill für eine Politik der Reduzierung der Staatsausgaben (einschließlich der Hilfe für Arbeitslose), wie sie von Wirtschaftsverbänden befürwortet wurde, und unterstützte damit den innerhalb der Labor Party kritisierten sogenannten „Premiers’ Plan“ des australischen Premierministers James Scullin, der letztendlich deswegen am 6. Januar 1932 sein Amt verlor. Infolgedessen sahen sich Hill und seine Regierung der Ausgrenzung durch ihre eigene Partei sowie einer weit verbreiteten Unzufriedenheit innerhalb dieser ausgesetzt und wurde daher von Edgar Dawes als Vorsitzender der Labor Party abgelöst. Hill, der fortan die Splittergruppe der „Premiers’ Plan“-Labor führte, konnte sein Amt als Premierminister daher nur noch mit Unterstützung der liberalen Opposition fortsetzen. Als Hill erkannte, dass seine Position unhaltbar war, trat er am 13. Februar 1933 als Premier zurück, woraufhin Robert Richards als Premier eine bis zum 18. April 1933 dauernde Regierung von 64 Tagen bildete.
Nach seinem Ausscheiden aus Regierung und Parlament wurde Lionel Hill 1933 Nachfolger des früheren Premiers Henry Barwell zum Generalagenten und damit Vertreter von South Australia im Vereinigten Königreich ernannt. Er bekleidete dieses Amt jedoch nur bis 1934 und wurde daraufhin von Charles McCann abgelöst. Nach seiner Rückkehr nach Australien leitete er vor seinem Tod einige Jahre lang ein Unternehmen in Sydney.

## Hintergrundliteratur
- R. Pettman: Factionalism in the A.L.P. A South Australian Case Study, 1930–33, B.A. Thesis, University of Adelaide, 1967
- C. R. Broomhill: Unemployed Workers. A Social History of the Great Depression in Adelaide, Brisbane, 1978